# 山田英生
山田 英生（やまだ ひでお、1957年 - ）は、日本の実業家。山田養蜂場の代表取締役社長。岡山県出身。八幡大学（現九州国際大学）法経学部卒業。

## 経歴
1980年八幡大学卒業後、3年間一般企業で勤務。1983年、父親が創業者の山田養蜂場に入社、1995年代表取締役社長就任。以降ミツバチ産の基礎化粧品、予防医学的健康観に基づいた製品の研究に取り組み、自社商品の通信販売システムを考案・実施した。教育支援活動や国内外での植樹活動にも取り組む。世界遺産の保全にも協力し、ルーマニアのドナウ・デルタでは、現地保護官とともにNGOを立ち上げ、絶滅の危機に瀕しているハイイロペリカン保護活動を支援。

## 著書
- 『世界遺産物語』　工藤父母道共同著書　ぎょうせい出版
- 『世界遺産物語Ⅱ』　工藤父母道共同著書　株式会社海洋工学研究所
- 『医者が実践した糖尿病治療』　渡邊　昌共同著書　毎日新聞社